# Ladignac-le-Long

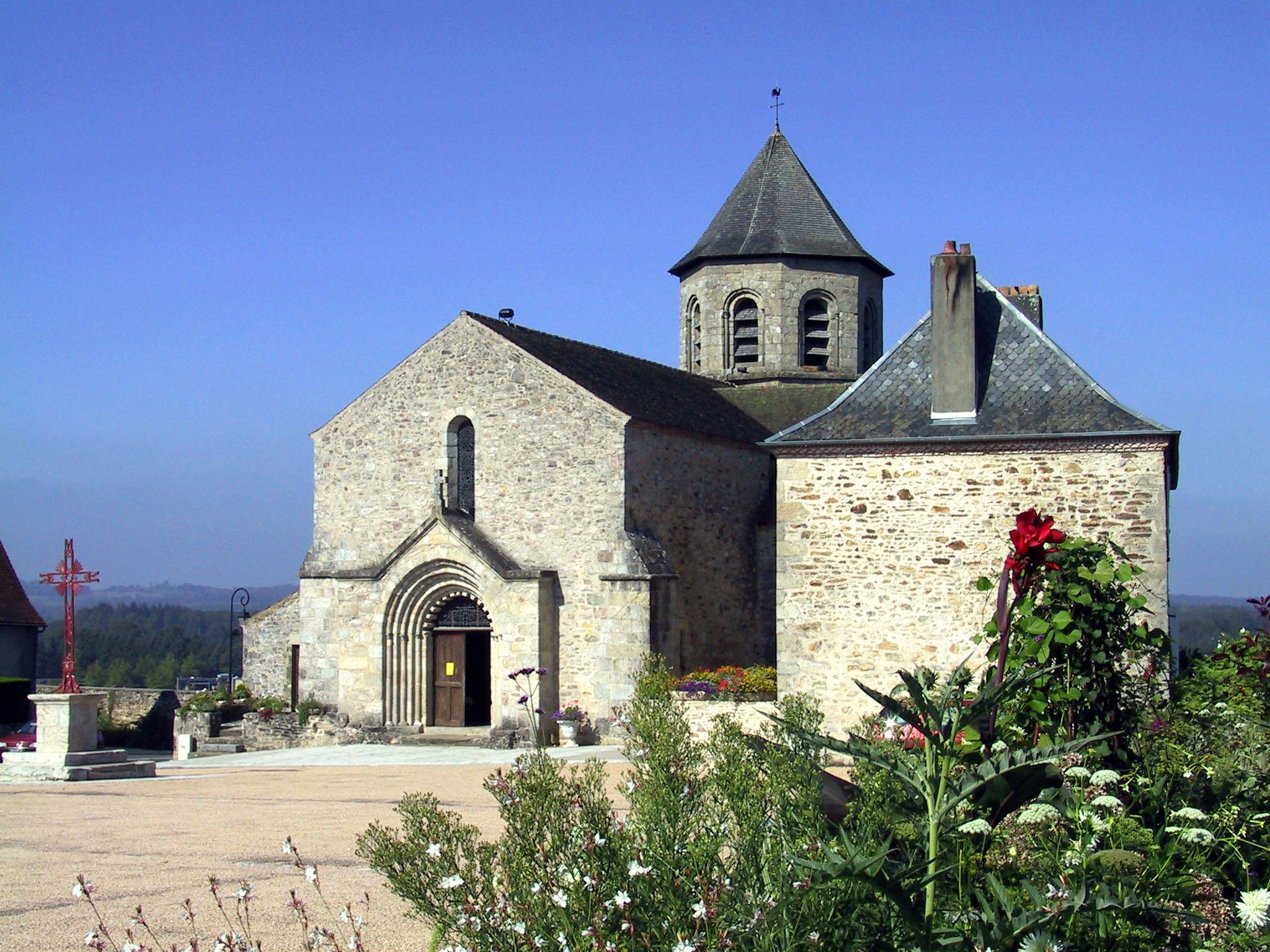
Kerk

Ladignac-le-Long is een gemeente in het Franse departement Haute-Vienne (regio Nouvelle-Aquitaine) en telt 1089 inwoners (1999). De plaats maakt deel uit van het arrondissement Limoges.

## Geografie
De oppervlakte van Ladignac-le-Long bedraagt 47,6 km², de bevolkingsdichtheid is 22,9 inwoners per km².
De onderstaande kaart toont de ligging van Ladignac-le-Long met de belangrijkste infrastructuur en aangrenzende gemeenten.

## Demografie
Onderstaande figuur toont het verloop van het inwonertal (bron: INSEE-tellingen).